# Balázs József (politikus)
Balázs József (Gyöngyös, 1965. október 1. –) magyar agrárközgazdász, jogász, politikus, 2000 és 2014 között a Fidesz országgyűlési képviselője, 1991-től 2014-ig Nagyréde polgármestere, 1994-től 2014-ig a Heves Megyei Közgyűlés tagja.

## Élete
Szülei mezőgazdasági dolgozók voltak. 1980-ban érettségizett a Vak Bottyán János Műszaki Szakközépiskolában. 1990-ben végzett agrárközgazdászként a Budapesti Közgazdaságtudományi Egyetemen, majd 1995-ben az Eötvös Loránd Tudományegyetemen jogi szakoklevelet szerzett. Az egyetem után egy gyöngyösi bankfiók főelőadójaként dolgozott.

### Politikai pályafutása
1991-ben az előző évben megválasztott nagyrédei polgármester, Tóth László lemondott, a kiírt választáson az akkor még független jelöltként induló Balázs a szavazatok 94,35 százalékával (417 vokssal) nyerte el a polgármesteri tisztséget (ellenfele Zombori Árpád a Fidesz jelöltje volt). 1993-ban lépett be a Fideszbe. 1994-ben ismét megválasztották polgármesternek, és bekerült a Heves Megyei Közgyűlésbe is - ekkor már a Fidesz képviseletében. Ugyanakkor indult az országgyűlési választáson is, ám az első fordulót követően visszalépett. 1995-től 1997-ig a Fidesz Országos választmányának tagja, 1997-től a párt Heves megyei alelnöke, majd 1998-tól 2000-ig elnöke volt. 1998-ban Nagyrédén ismét elnyerte a polgármesteri tisztséget és a megyei közgyűlési helyet is, az 1998-as magyarországi országgyűlési választáson a Fidesz 174 főből álló országos listáján a 170. helyen szerepelt, így a parlamentbe nem jutott be. 2002-ben a Heves megyei Fidesz-MDF közös lista 11. helyére került, a parlamentbe nem jutott be, de ismét polgármesterré választották Nagyrédén, és a megyei képviselőtestületnek is tagja maradt. 2006-ban az akkor már Fidesz-KDNP megyei listán eggyel hátrébb került, a 12. helyről nem jutott be a parlamentbe, de nagyrédei és megyei pozícióját megőrizte.
2010-ben azonban egyéni képviselőként indult a Heves megyei 3. sz. országgyűlési egyéni választókerületben, ahol a szavazatok 45,61 százalékával szerezte meg országgyűlési mandátumát (egyik ellenfele Vona Gábor volt, aki 20,37%-ot szerzett). Nagyrédén is megőrizte a polgármesteri címet. 2011-ben egy utóbb nyilvánosságra került hangfelvétel szerint Balázs az Észak-magyarországi Regionális Fejlesztési Tanács tagjaként megfenyegette Gyöngyöspata Jobbikos polgármesterét, hogy ha kritikát fogalmaz meg vele szemben, települése eleshet a forrásokról, melyek elosztásáról ő maga dönt. Az esetet követően több párt is lemondásra szólította fel. Juhász Oszkár, a gyöngyöspatai polgármester feljelentését a Központi Nyomozó Főügyészség elutasította, mondván: nem történt bűncselekmény.
2014-ben az összeférhetetlenségi szabályok miatt az országgyűlési képviselőválasztáson már nem indulhatott, ám nagyrédei polgármesteri címét is elvesztette Siposné Fodor Judit független jelölttel (50,78 %) szemben 38 százalékos eredménnyel.
Balázs nem tartozott a parlament legaktívabb képviselői közé, volt év (2010), amikor sem indítványa, sem hozzászólása nem volt. Az Országgyűlésben elsősorban közbeszerzési, költségvetési, államháztartási témákhoz szólt hozzá. Ugyanakkor 13 évig volt Nagyréde polgármestere, vezetése idején csatornázták a községet, sajátos közmunkaprogramjukban a dolgozók mezőgazdasági munkát végeznek, állattartással, növénytermesztéssel foglalkoznak.
Balázs József 2011-2014 között blogot vezetett képviselői tevékenységéről.